# Rohnert Park (Kalifornia)
Rohnert Park város az Amerikai Egyesült Államok Kalifornia államában, Sonoma megyében. Lakosainak száma 44 390 fő (2020. április 1.).

## Népesség
A település népességének változása:

| 2010 | 40 971 |
| 2020 | 44 390 |